# Paula Dei Mansi
Paula Dei Mansi, död efter 1288, var en judisk kopist. Hon tillhör de tidigaste kvinnliga kopister, vars namn är känt.
Hon var dotter till Abraham Anau i Verona och tillhörde en familj av kopister. Hon gifte sig först med Shlomo de Rossi och därefter med Yehiel ben Shlomo Dei Mansi. Hon översatte år 1288 ett manuskript av en samling bibelkommentarer från hebreiska till italienska och lade till egna förklaringar. 